# Regensen

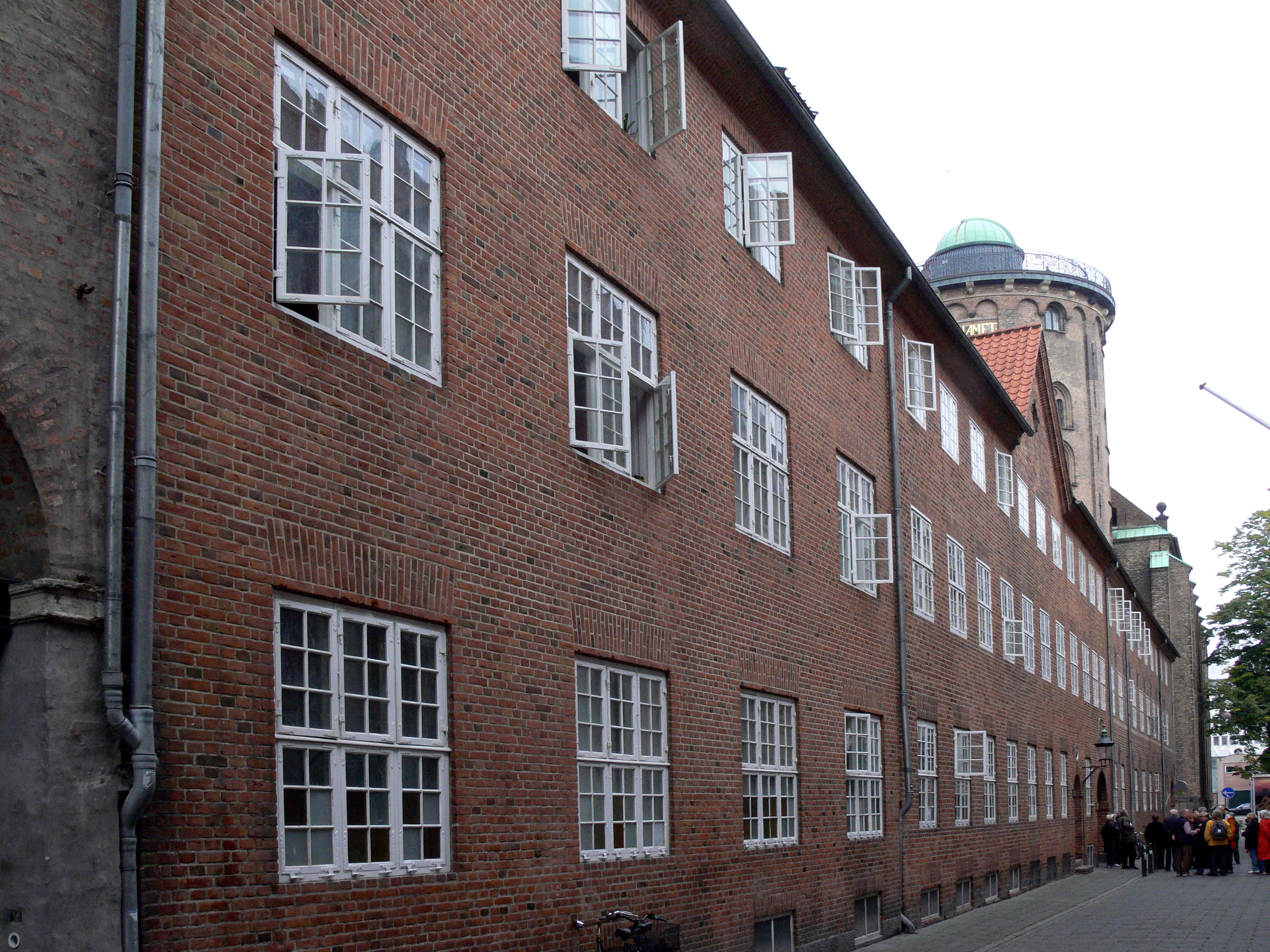
Straßenfront von Regensen.

Regensen ist ein Studentenwohnheim in Kopenhagen an der Købmagergade.
Als König Friedrich II. 1569 die Kommunität, eine Kantine mit freiem Essen für 100, später 120 Studenten gründete, wurde auch der Plan gefasst, ein kostenloses Studentenwohnheim für diese Stiftung zu errichten. Dies wurde erst 1618 in die Tat umgesetzt, als die Kommunität mit finanzieller Unterstützung von König Christian IV. Grundstücke zwischen der Store Kannikestræde und Skidenstræde (heute Krystalgade) erwerben konnte. Der östliche Teil war vorher ein alter Adelssitz gewesen und wurde nun zu einem Wohnheim für 120 Studenten umgebaut. Diese neue Stiftung, früher „Collegium regium“ genannt, wurde 1623 in Betrieb genommen, war aber erst fünf Jahre später fertig. Nach alten Bildern zu urteilen, handelte es sich offenbar um einen vierflügeligen Bau mit geschweiften Giebeln, Spitzen und kleinen Türmchen. Im Flügel an der Købmagergade befand sich eine Studentenkirche. Da diese aber zu klein war, wurde sie von der neu errichteten Trinitatiskirche abgelöst. Die Studentenkirche diente danach nur noch als Kapelle für die täglichen Andachtsübungen der Studenten. In der ursprünglichen Art bestand Regensen nur 100 Jahre. 1728 zerstörte der große Brand von Kopenhagen das Gebäude zum größten Teil, nämlich den ganzen Flügel an der Krystalgade, den westlichen Teil des Flügels an der Kannikestræde und den Kirchenflügel, dessen Mauern zwar stehen blieben, aber später abgerissen werden mussten. Bis heute sind nur die Mauern der beiden unteren Stockwerke des Flügels an der St. Kannikestræde vom Eingangstor zur Ecke Købmagergade erhalten. Die zerstörten Gebäude wurden zwischen 1730 und 1750 wieder aufgebaut. Etwas später wurde ein weiteres Stockwerk auf den Flügel an der Kannikestræde und der Turm des Kirchenflügels mit der Uhr errichtet. In den Kirchenflügel wurde eine Kirchenraum eingerichtet, der auch für Disputationen und Predigtübungen verwendet werden konnte. Hier hielt Grundtvig 1810 seine Probepredigt.
Nachdem die Universität 1807 bei einem Bombardement (siehe Bombardement Kopenhagens (1807)) zerstört wurde, wurde der Saal als Aula für festliche Angelegenheiten verwendet. Danach blieb der Saal ungenutzt, bis dort 1862 ein Lese- und Versammlungsraum für die Studenten eingerichtet wurde. Heute erinnert noch der Name „Kirkebog“ daran, dass ab 1865 ein von den Studenten gewählter „Küster“ die Interna der Kommunität in einem Buch aufzeichnete.
Weder der nächste Großbrand 1795 noch das Bombardement von 1807 richteten an dem Komplex größeren Schaden an. Sein Aussehen hat sich seit dem Wiederaufbau nach dem Brand von 1728 nicht grundlegend verändert. Das Innere wurde allerdings je nach den Erfordernissen der Zeit öfter umgebaut.
Es gab privilegierte Freiplätze und Stipendien für Färinger, Grönländer, Isländer und zwei Studenten aus Frederiksborg. Bei den Isländern hieß Regensen „Garður“, und in Reykjavík gibt es noch die ehemaligen Studentenwohnheime „Gamli Garður“ und „Nýji Garður“ hinter der Universität, die nach Regensen benannt sind. In ihnen befinden sich heute das Hotel „Garður Inn Hotel Reykjavík“ und ein Bürogebäude der Universität. 1918 wurde das Privileg der Isländer abgeschafft.
Der Vorsitzende des Stiftungsvorstandes hatte die Bezeichnung Propst und musste ein Lehrer der Universität sein. Heute wird Regensen von der Københavns Universitets Kollegiesamvirke von 1983 geleitet. Seit diesem Jahr wird auch Zimmermiete erhoben.
Heute hat Regensen 100 Plätze in einer Größe zwischen 11 und 25 m² für Studenten. Der Aufenthalt kostet 1.400 Dänische Kr./Monat zuzüglich 75 Kr. für diverse Gemeinschaftskosten (Stand: 2009). Voraussetzung ist, dass man bei der Universität Kopenhagen oder der Dänischen Technischen Universität eingeschriebener Student ist, dass man zwei Jahre auf der Universität war oder 120 ECTS erhalten hat und dass man einen ECTS-relevanten Durchschnitt von mindestens 6,9 auf der neuen Noten-Skala (Höchstnote 12) für alle bislang abgelegten Zwischenprüfungen erreicht hat.
Das Wahrzeichen Regensens ist die Linde im Binnen-Hof, die „Fräulein Lind“ genannt wird, wo auch Jubiläumsfeiern abgehalten werden. Das gilt besonders für ihren Geburtstag – sie wurde 1785 gepflanzt. Traditionell wird er am oder um den 16. Mai gefeiert.

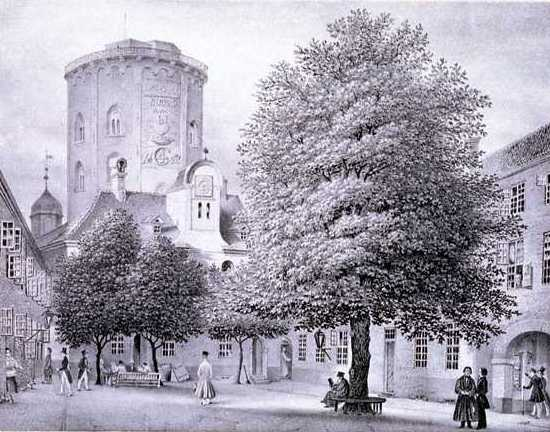
Regensen um 1840
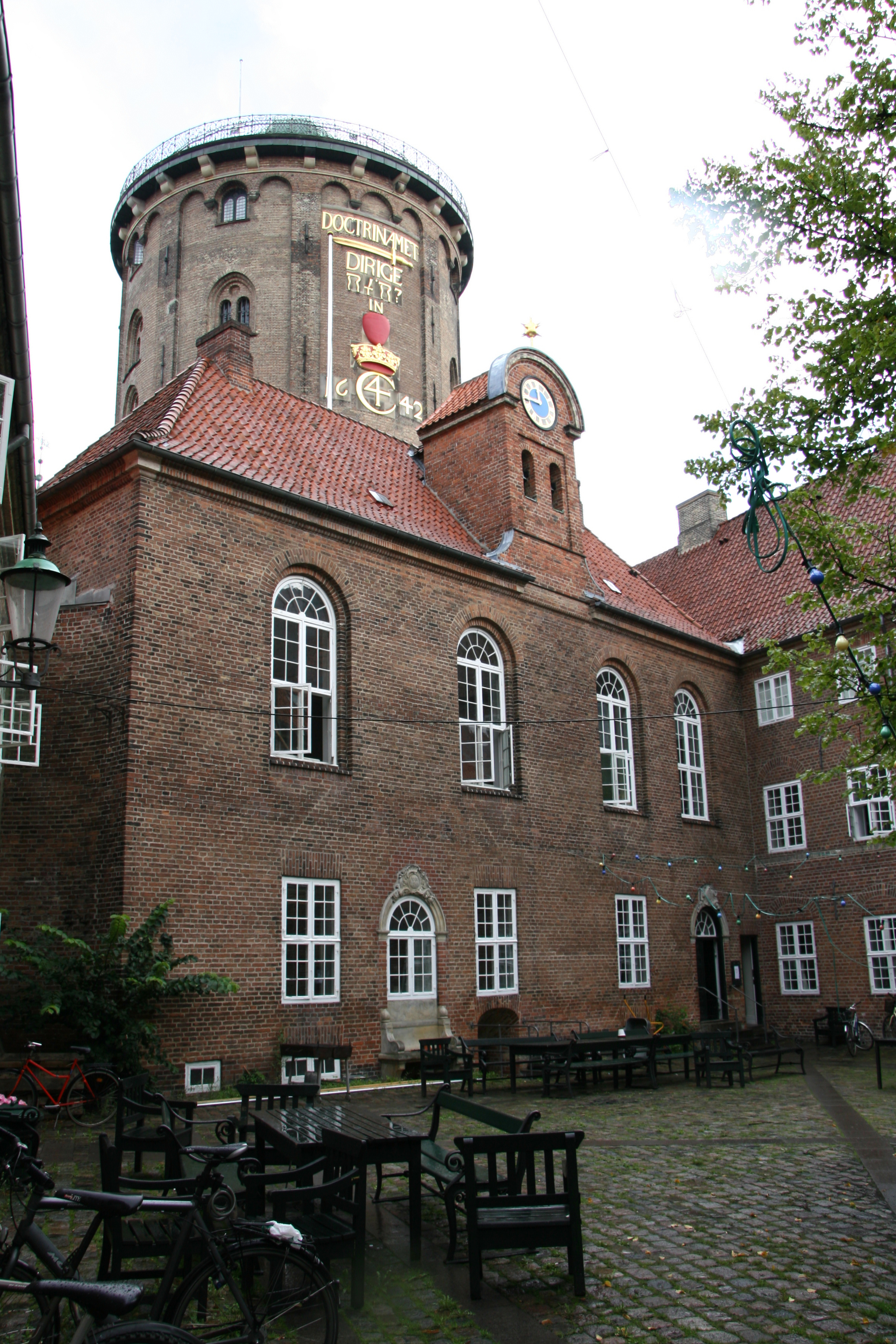
Der Kirchensaal mit der Uhr
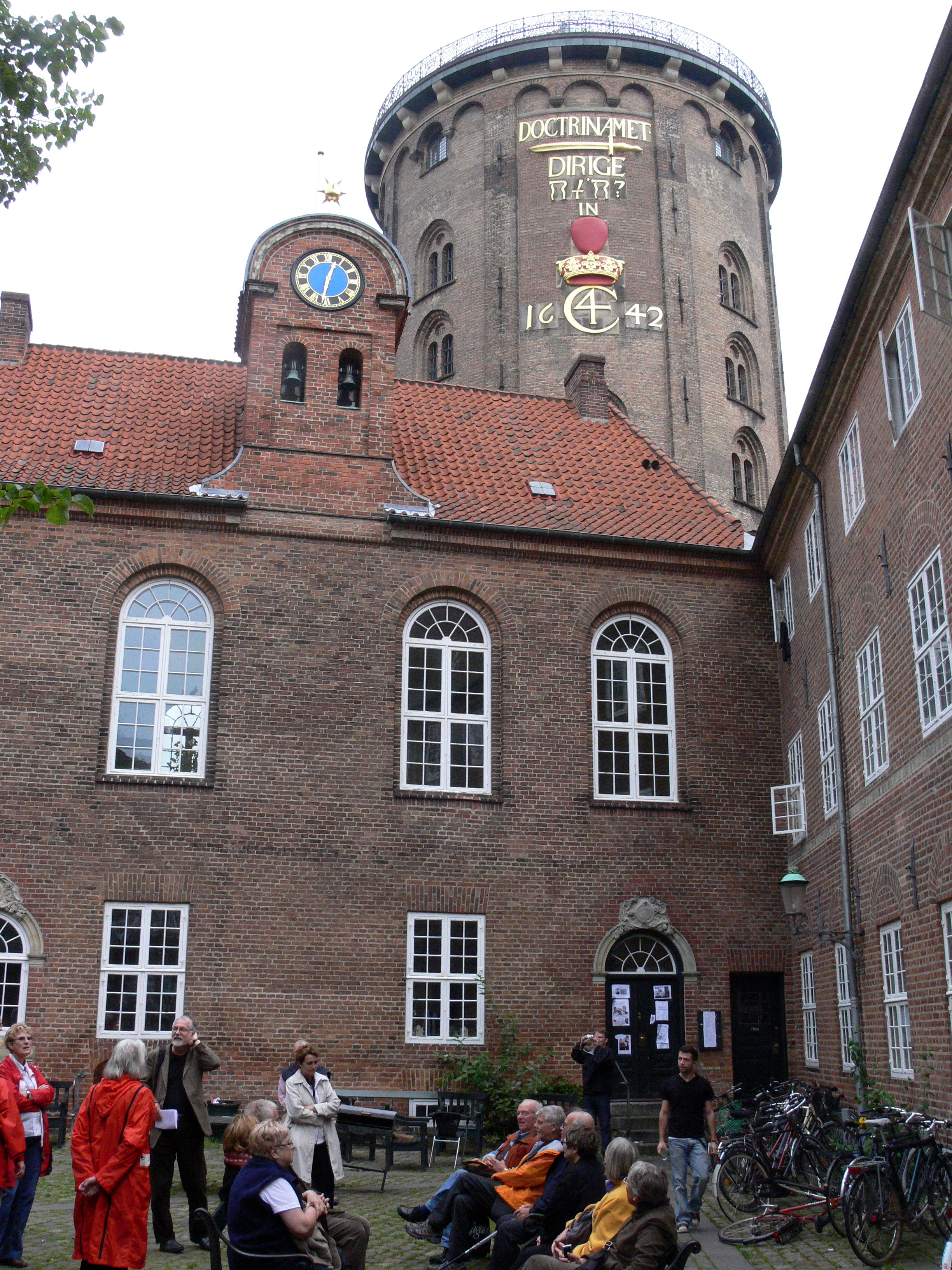
Eingang zum Kirchensaal mit dem Runden Turm
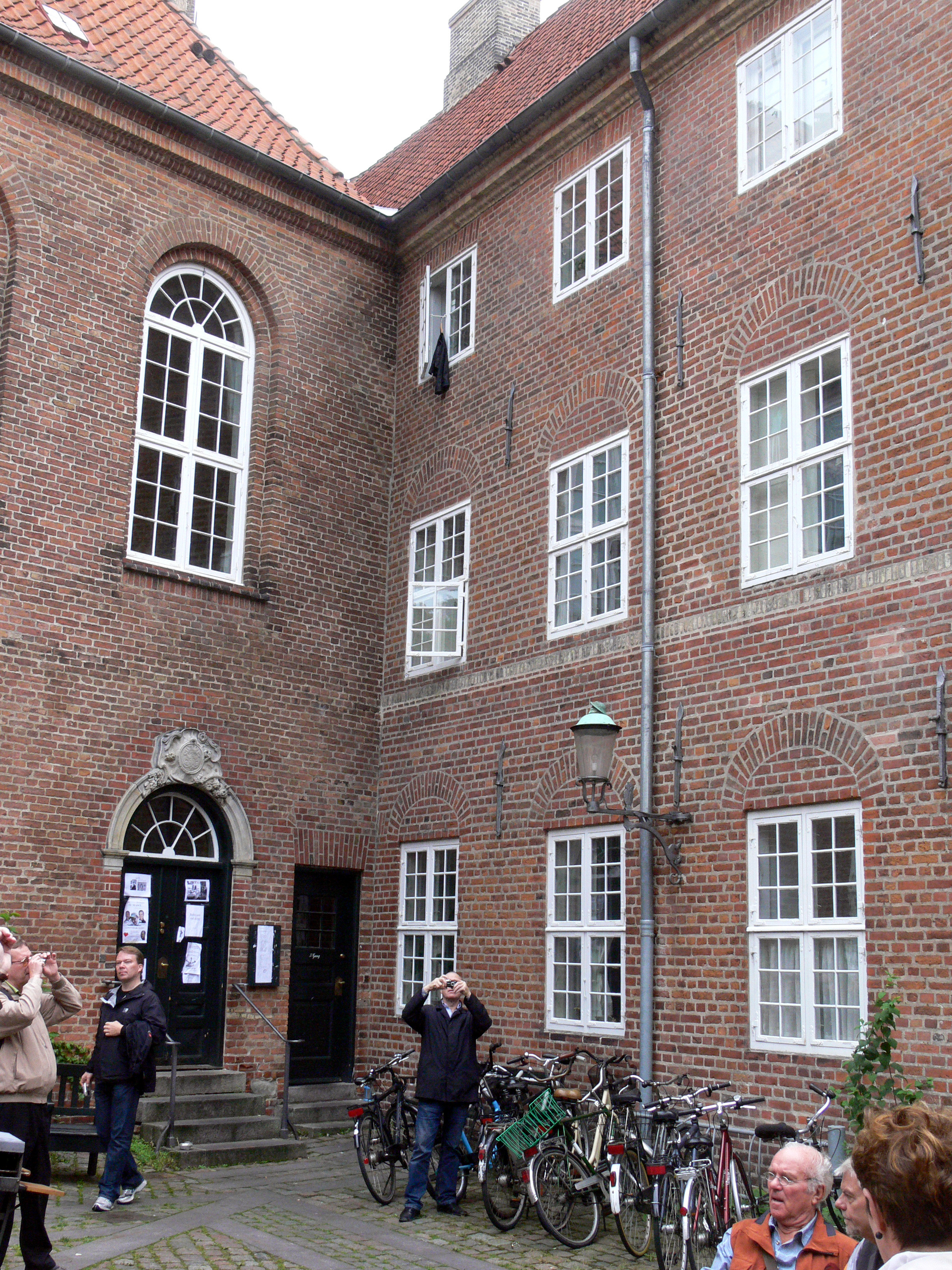
Im 1. Stock rechts das Zimmer des Studenten Jón Sigurðsson, das er 5 Jahre bewohnte.